# Девета црногорска бригада
Девета црногорска бригада НОВЈ формирана је 1. априла 1944. године у Драговићча Пољу, Горња Морача. При оснивању у њен састав су ушла четири батаљона са укупно 541 борцем, након чега је ушла у састав Треће ударне дивизије. До краја октобра 1944. године, имала је преко 1300 бораца.
Учествовала је у свим борбама које је водила Трећа дивизија, а посебно се истакла у рејону Бјеласице против делова 181. немачке дивизије и четника у борбама од 4. до 10. септембра, у ослобођењу Берана 15. септембра и Андријевице 17. септембра. У октобру и новембру, борци бригаде разбили су у неколико наврата муслиманску милицију код Рожаја и Тутина и ослободили та места.
Бригада се потом пребацила у Санџак и одатле у рејон Куча и Братоножића, где је од 29. новембра до 30. децембра, заједно с Петом пролетерском бригадом, водила тешке борбе против немачке 297. дивизије 21. брдског корпуса, који се преко Колашина и Санџака повлачио према Сарајеву.
Крајем јануара 1945. године, бригада је прешла у Босну, где је учествовала у Сарајевској операцији. Потом је у саставу Друге армије наступала преко Босанске крајине и Кордуна и учествовала у ослобођењу Карловца почетком маја. Наставила је са гоњењем непријатеља преко Метлике, Новог Места и Мирне ка Зиданом Мосту.